# آیین هندو و عرفان اسلامی
آیین هندو و عرفان اسلامی (بر اساس مجمع البحرین دارا شکوه) یا تصوف و هندوئیسم کتابی از داریوش شایگان است که نویسنده در آن به شرح و تفسیر کتاب مجمع البحرین اثر دارا شکوه می‌پردازد.
این کتاب در اصل، رسالهٔ دکتریِ مؤلف است.

## ترجمهٔ فارسی
این کتاب با ترجمهٔ جمشید ارجمند در سال ۱۳۸۲ منتشر و در مراسم کتاب سال جمهوری اسلامی ایران به‌عنوان کتاب شایسته تقدیر معرفی شد.

## نقد
نیر طهوری نقد مفصلی بر این کتاب در نشریهٔ بخارا نوشته‌است.